# Silene hifacensis
Silene hifacensis är en nejlikväxtart som beskrevs av Georges Rouy. Silene hifacensis ingår i släktet glimmar, och familjen nejlikväxter. Inga underarter finns listade i Catalogue of Life.

## Bildgalleri

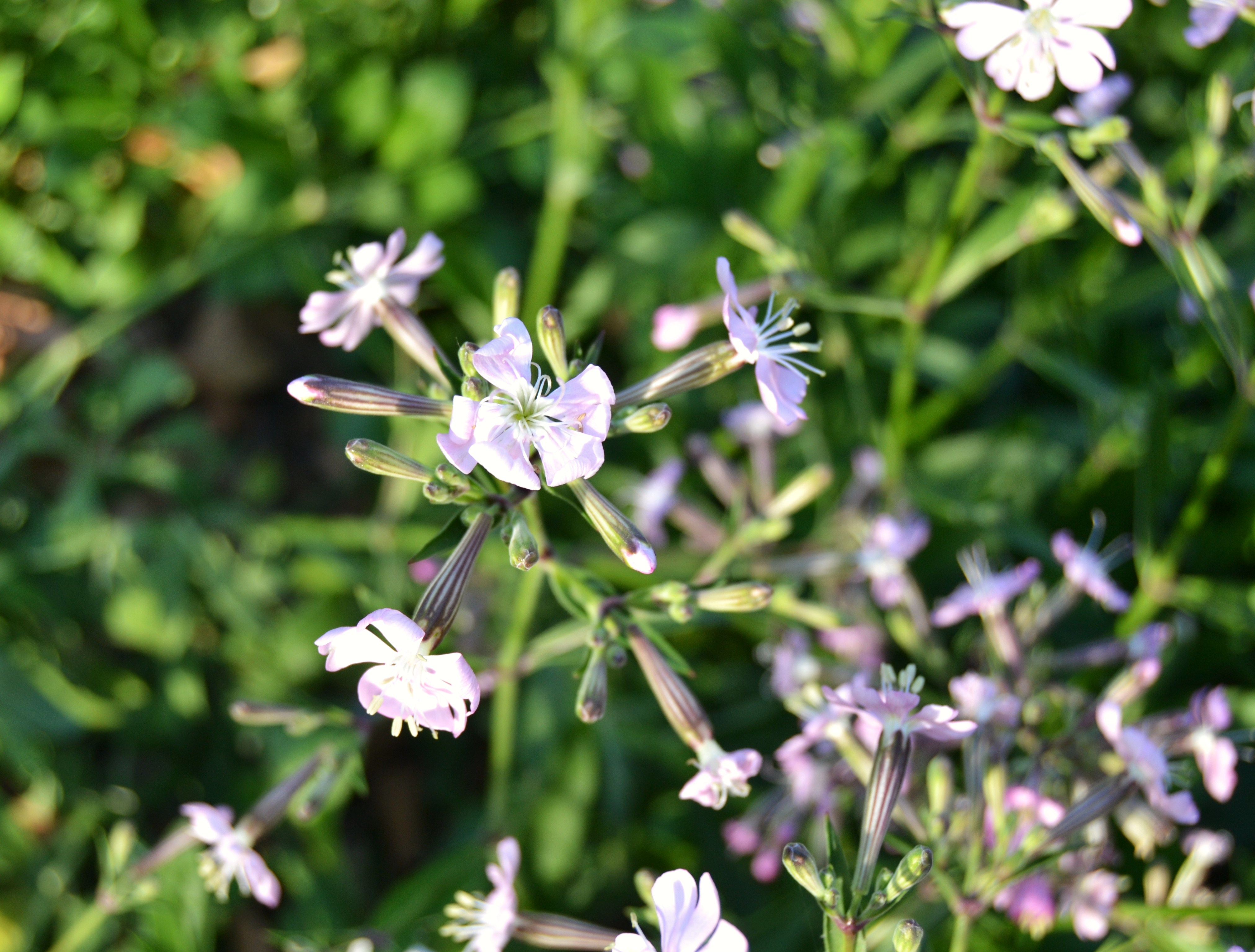
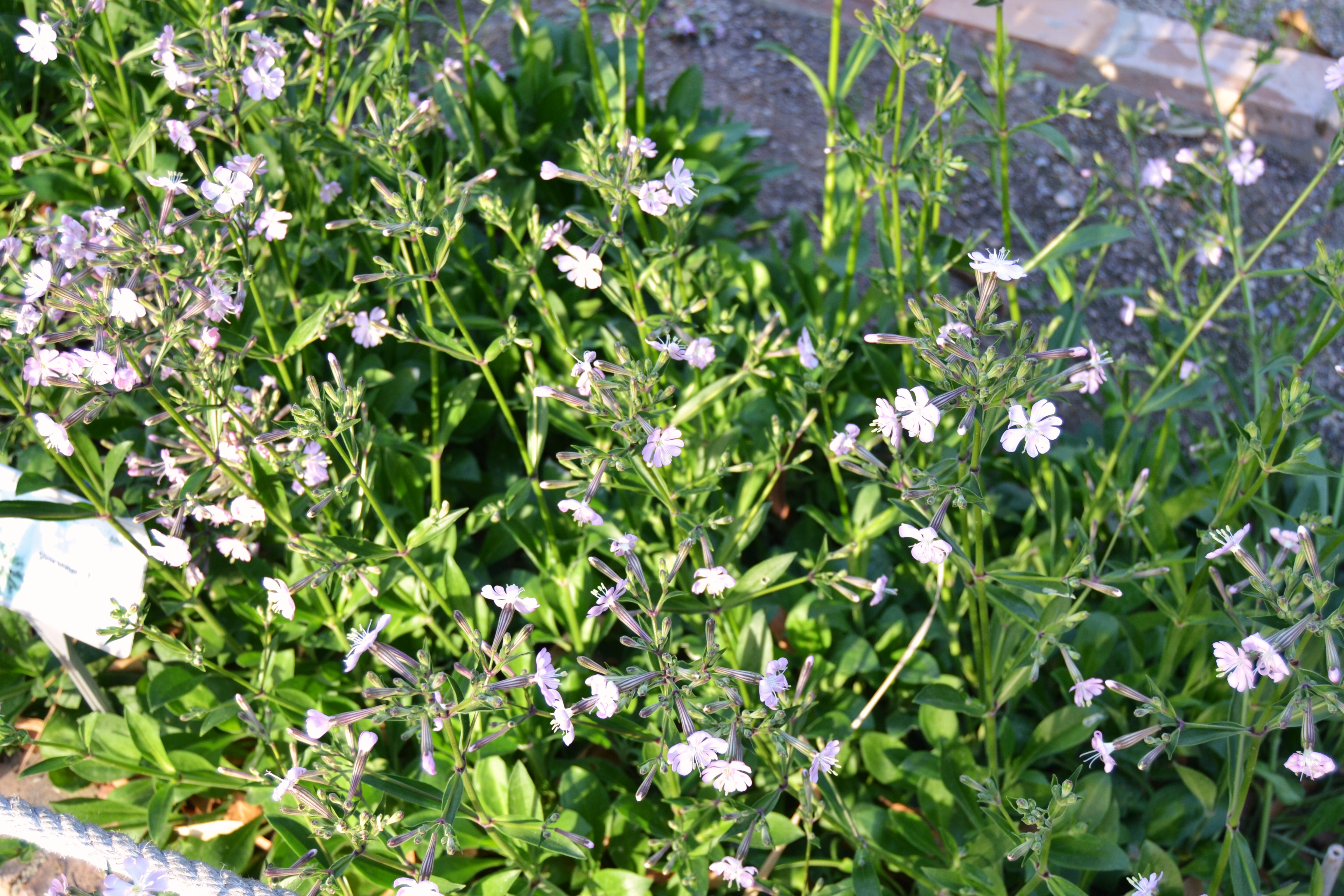
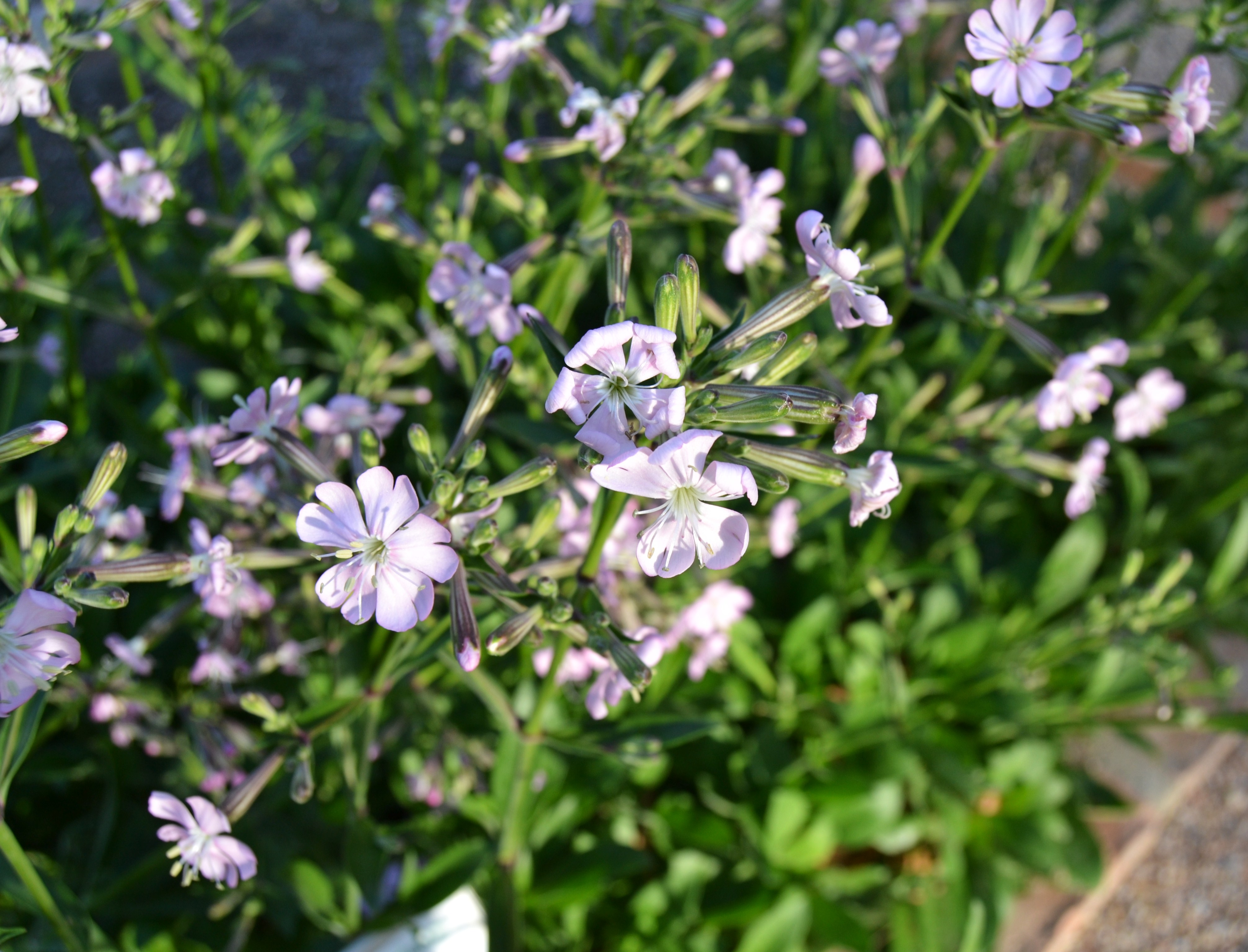
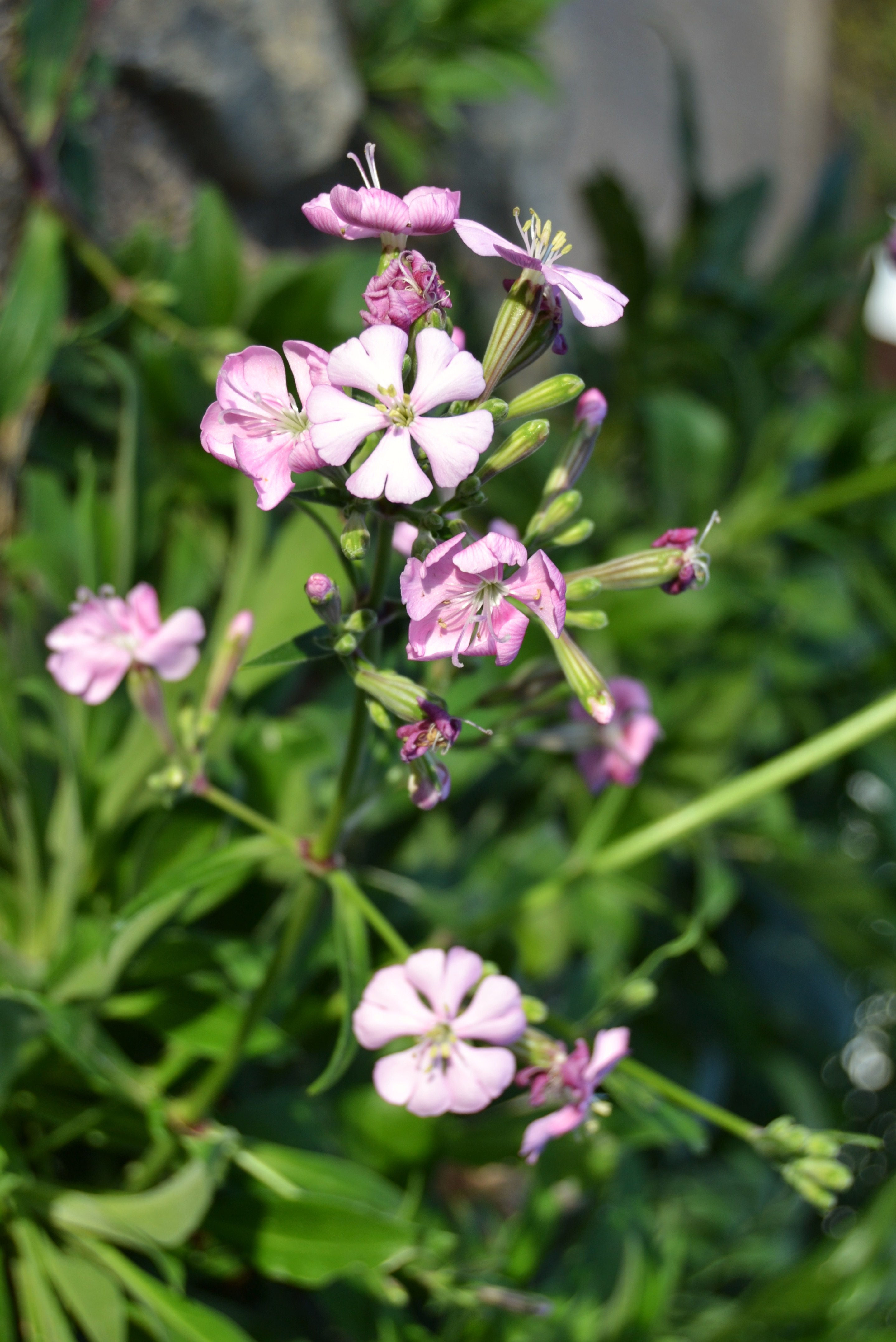
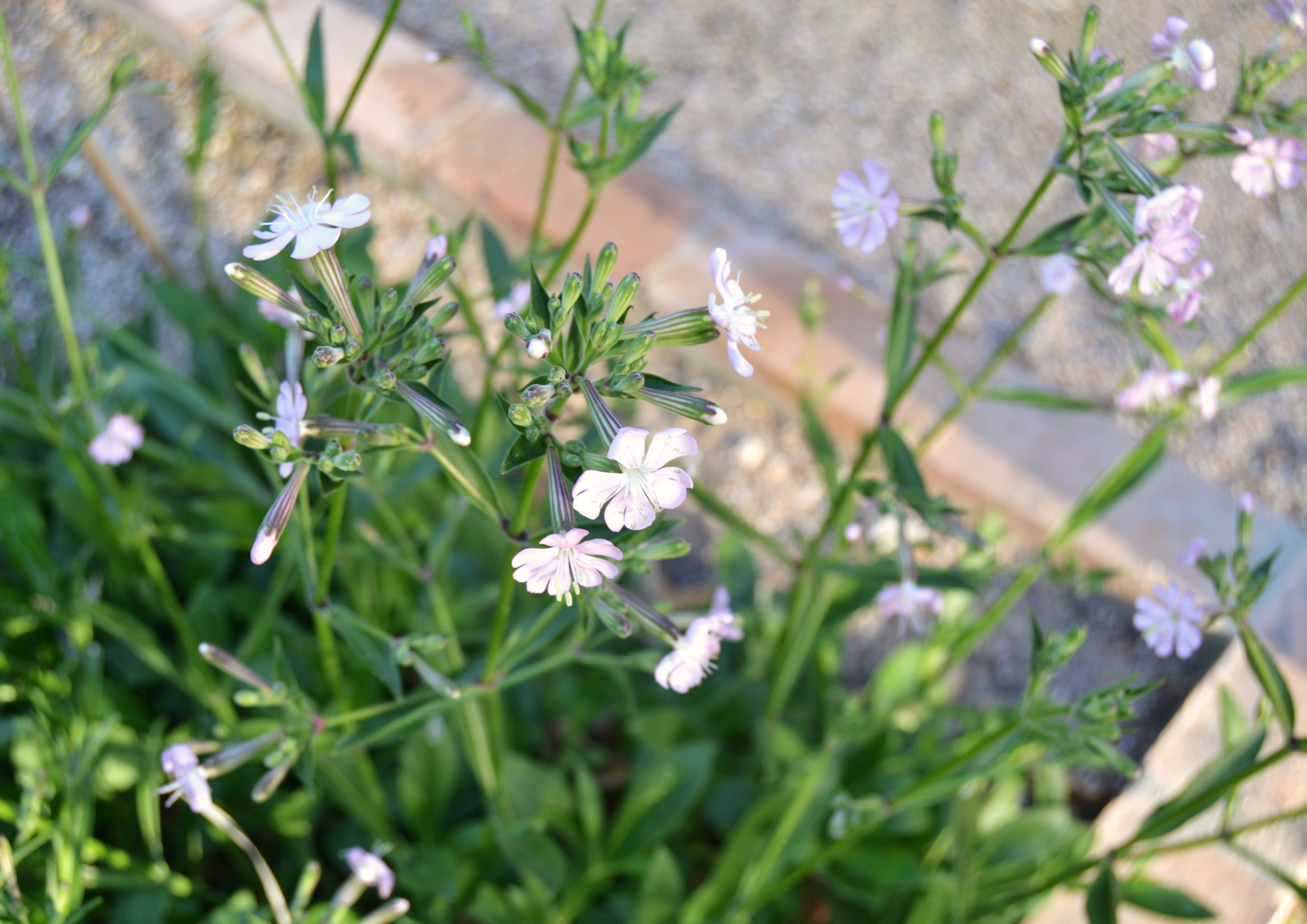
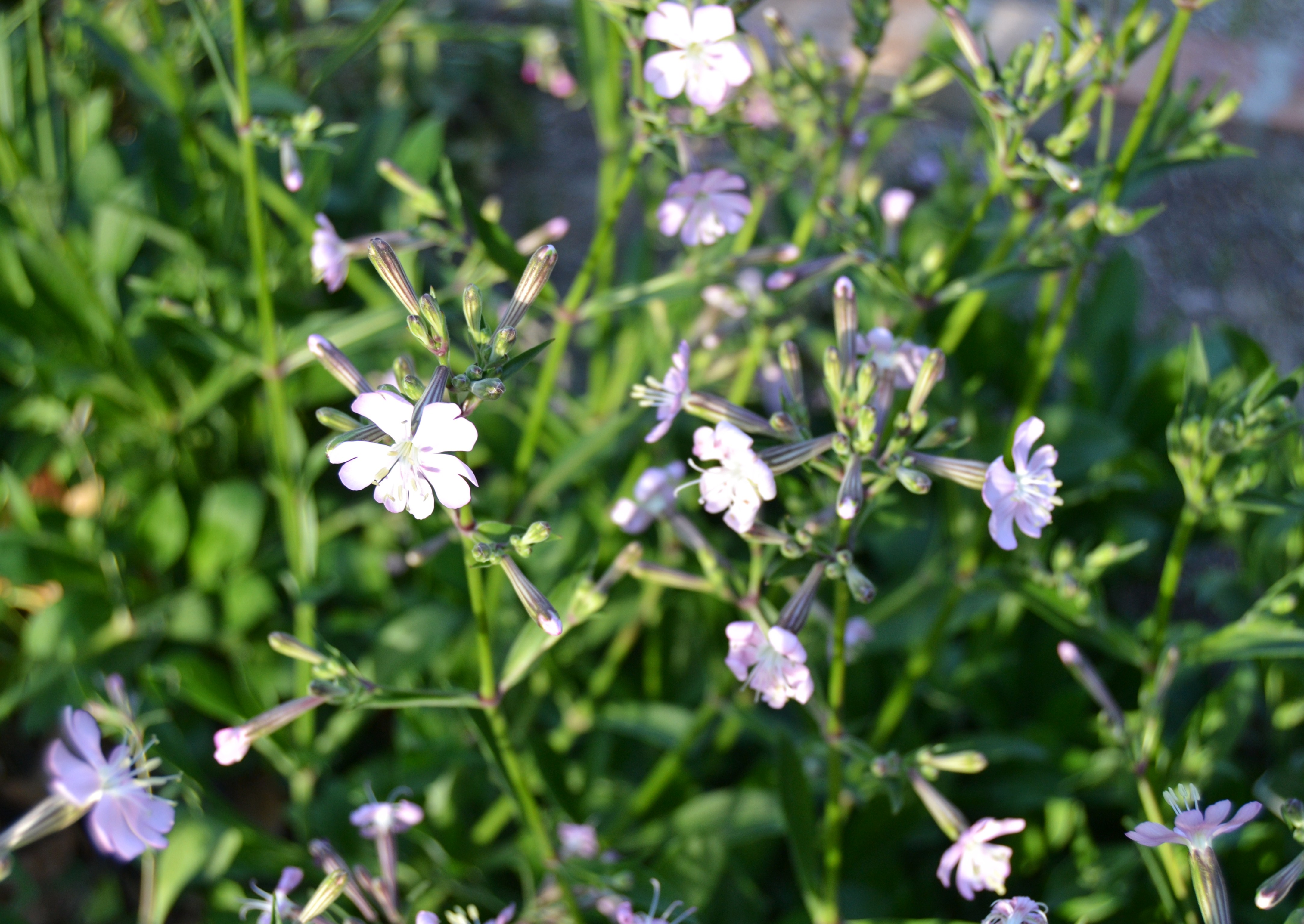